# Nieuw-Guinese rupsvogel
De Nieuw-Guinese rupsvogel (Edolisoma incertum synoniem: Coracina incerta) is een vogel uit de familie van de rupsvogels. Deze vogel is nauw verwant aan de Filipijnse rupsvogel (E. mindanensis) en Müllers rupsvogel (E. morio).

## Verspreiding en leefgebied
Het is een endemische vogel in Nieuw-Guinea. Het leefgebied bestaat uit tropisch bos in laagland en heuvelland.

## Status
De Nieuw-Guinese rupsvogel heeft een groot verspreidingsgebied over het hele hoofdeiland Nieuw-Guinea buiten het centrale hoogland. Door dit grote gebied is de kans op uitsterven gering. De grootte van de populatie is niet gekwantificeerd, maar de vogel is redelijk algemeen. Er is geen aanleiding te veronderstellen dat de soort in aantal achteruit gaat. Om deze redenen staat deze rupsvogel als niet bedreigd op de Rode Lijst van de IUCN.